# Pagament de transferència
A Ciències polítiques i economia, es coneix com a pagament de transferència al pagament d'un govern a una altra organització o individu, grup o un govern d'un altre nivell per al qual no cal rebre directament cap bé o servei a canvi. En teoria econòmica, els pagaments de transferència del govern es consideren sovint com a impostos negatius, ja que en el cas dels impostos, la gent paga al govern sense rebre cap bé o servei directe a canvi.